# 塞皮塔區
塞皮塔區（西班牙語：Distrito de Zepita），是秘魯的一個區，位於該國東南部普諾大區的丘奎托省，面積546.57平方公里，海拔高度3,831米，2007年人口19,796，人口密度每平方公里36人。